# Peralta, Dominikanska republiken
Peralta är en kommun i Dominikanska republiken.   Den ligger i provinsen Ázua, i den centrala delen av landet, 90 km väster om huvudstaden Santo Domingo. Antalet invånare i kommunen är cirka 15 300.